# Thonsernové
Thonsernové (něm. (von) Thonsern) byli původem snad říšský šlechtický rod, působící od konce 17. století na Moravě. Po meči vymřeli Františkem Josefem svobodným pánem z Thonsernu v roce 1778. Dědicem rodového jména a majetku se stal jeho synovec František Maxmilián Jan rytíř Podstatský z Prusinovic, který se po strýcově smrti začal psát jako „Podstatský-Thonsern“ (něm. Podstatzky-Thonsern).

## Historie

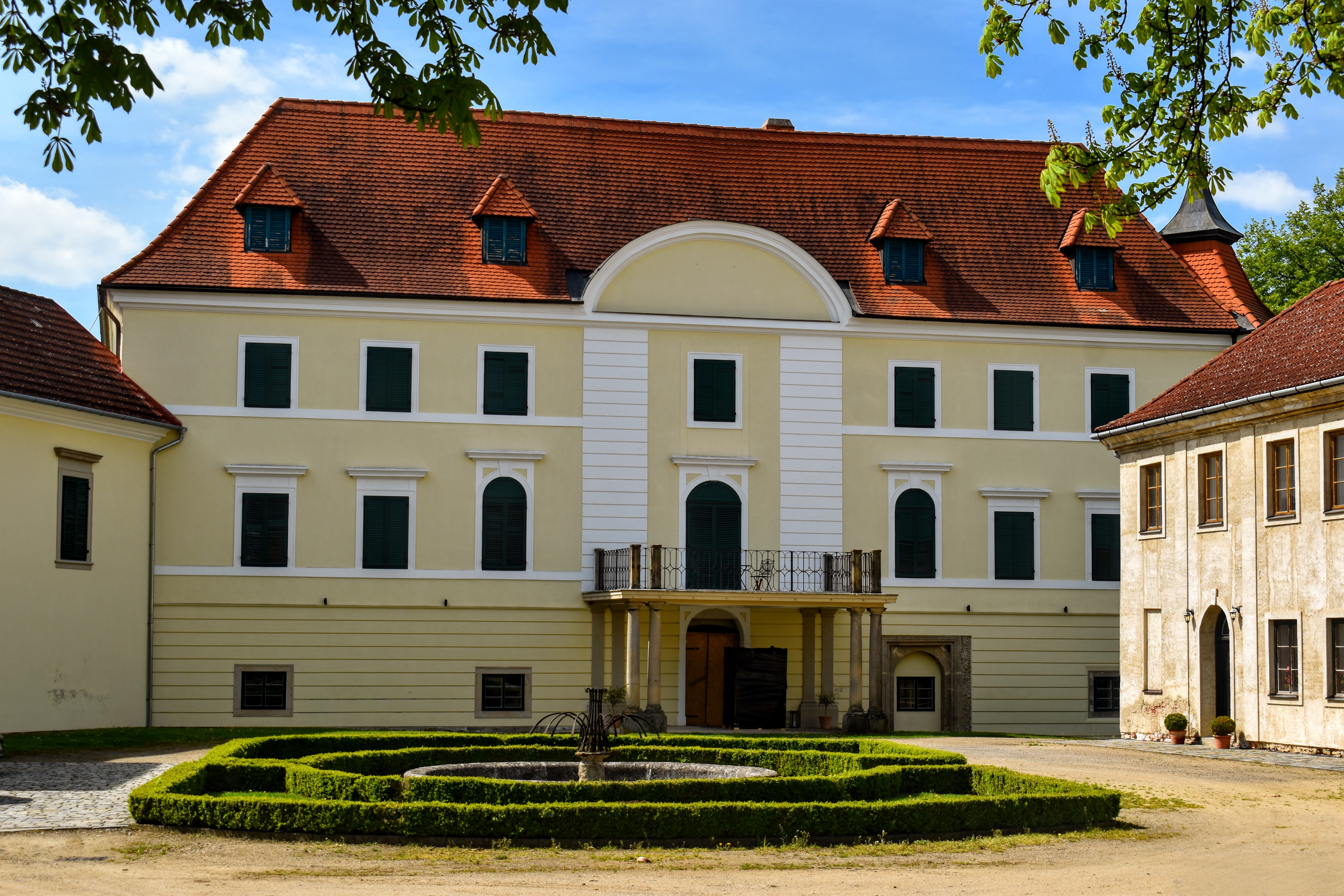
Zámek v Litenčicích (okr. Kroměříž)

Zakladatelem rodu byl šlechtic František Vilém z Thonsernu († 1718), jenž zastával posty vrchního vojenského komisaře na Moravě a císařského rady. Dne 17. února 1691 jej císař Leopold I. povýšil do říšského rytířského stavu a o třináct let později byl týmž panovníkem uveden mezi starožitné rytíře. Císař Josef I. mu pak 21. července 1708 udělil titul říšského svobodného pána, který mu byl 11. dubna 1710 potvrzen i pro dědičné země. Roku 1712 zakoupil od zástupců nezletilého Františka Josefa svobodného pána ze Stommu panství Chvalnov a Litenčice poblíž Kroměříže, k jejichž intabulaci do desek zemských došlo v roce 1713. S manželkou Annou Kateřinou z Grosshausu († 1740) měli syna Františka Josefa (1698–1778) a dcery Marii Kristýnu, Marii Kateřinu a Marii Alžbětu († 1752), jež se roku 1724 provdala za Josefa Antonína svobodného pána Věžníka z Věžník († 1736).
Dědicem rodinného majetku se stal František Josef z Thonsernu, který se usadil na zámku v Litenčicích. Roku 1742 nechal v sousedství místního farního kostela sv. Petra a Pavla zbudovat kapli s rodovou hrobkou. Mezi jeho zájmy patřily různé vědecké obory, zabýval se pokusy s elektřinou a v Litenčicích hostil např. matematika Gottfrieda Weisse (1738) nebo fyzika Antonína Veselého (1739). V pokročilém věku se dne 10. srpna 1755 oženil s Františkou de Ordoñez († 1778), dcerou původem španělského šlechtice Josefa de Ordoñez, majitele Nových Zámků u Nesovic a Marie Reginy de Acarez. Protože bylo jejich manželství bezdětné a František Josef byl posledním mužským příslušníkem rodu Thonsernů, odkázal svou závětí z roku 1777 celý majetek synovci Františkovi Maxmiliánovi Janovi rytíři Podstatskému z Prusinovic (1732–1787), synovi své švagrové Anny Marie Terezie de Ordoñez († 1787) a Karla Evžena Maxmiliána Podstatského z Prusinovic († 1736). Zisk dědictví však podmínil požadavkem, dle nějž měl jeho synovec přijmout jméno a znak Thonsernů ke svému, což Podstatský v roce 1778 učinil.

## Erb

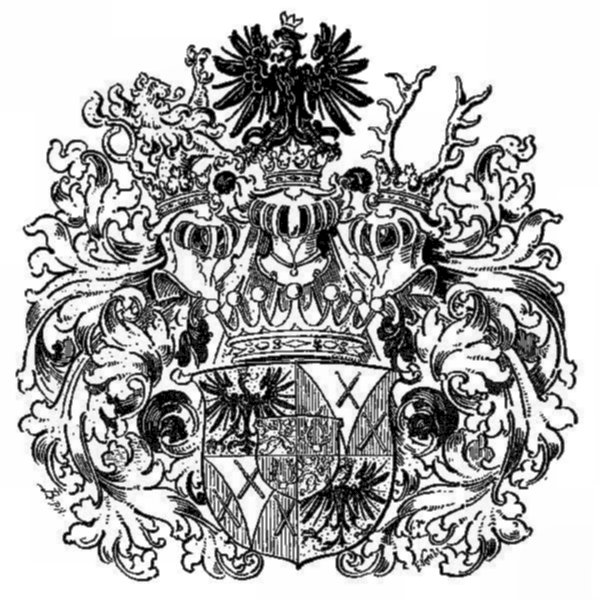
Spojený erb Podstatských z Prusinovic (srdeční štítek) a Thonsernů z roku 1778

Původní rytířský erb Thonsernů z roku 1691 tvořil červený štít s vydutým stříbrným klínem, v něm tři (1, 2) zkřížené palcáty střídavých barev; na některých vyobrazeních bývají palcáty zobrazovány také jako zkřížené hole, tesařské kramle či paličky na buben. Štít kryl korunovaný turnajový helm s červeno-stříbrnými přikryvadly a klenotem v podobě červených rozkřídlených orlích křídel. Povýšením do stavu svobodných pánů v roce 1708 byl jejich erb polepšen, znak nově nabyl podobu čtvrceného štítu, v prvním a čtvrtém zlatém poli byly černé přivrácené orlice, ve druhém a třetím červeném poli se opakoval vydutý stříbrný klín s palcáty z původního rytířského erbu. Na štít byly postaveny dva korunované turnajové helmy, pravý s černou rozkřídlenou orlicí a s černo-zlatými přikryvadly, levý s červenými rozkřídlenými orlími křídly a červeno-stříbrnými přikryvadly.

## Sídla a panství
V průběhu dějin jim patřila panství:
- Chvalnov (1712–1778)
- Litenčice (1712–1778)